# 柳善皓
柳善皓（： Yoo Seon Ho；2002年1月28日—），韓國男歌手，與社團樂隊一同參加青少年藝術節，被Cube娛樂星探相中邀請參加練習生徵選，後成功成為該公司練習生。2017年，參加Mnet選秀節目《PRODUCE 101 S2》，排名第17名。2018年4月11日，發行《春·善皓》正式出道。

## 演藝生涯

### 2017年

#### 選秀時期
3月9日，柳善皓以Cube練習生的身份，參演著名的大型男團生存實境節目，《PRODUCE 101 第二季》。
6月16日，《PRODUCE 101 第二季》第十一集，獲得551,745票，排名第17。

#### 演員身分出道
9月12日，以網劇《淘氣鬼偵探》演員身分出道。

### 2018年

#### 歌手身分出道
4月11日，發行首張個人迷你專輯
《春• 善皓》正式出道。

### 2019年
6月8日，被任命為韓國小兒糖尿病協會最年輕的大使。

### 2024年
7月11日，公告與Cube娛樂合約到期不續約。

## 音樂作品
- 音樂作品詳細介紹[5]

### 迷你專輯
| 專輯 # | 專輯資料                                                       | 曲目                                                                                        |
| 1st    | 《春•善皓》 - 發行：2018年4月11日 - 語言：韓語 - 銷量：14,159+ | 曲目 1. Think about you 2. Maybe spring 3. A blue star 4. Your song 5. Maybe spring (Inst.) |

注：销量为跌出Gaon Chart销量排行榜前的数据

### 原聲帶
- 2021年9月3日 Kakao TV《優秀巫師賈斗心》OST－Forever Smile

## 影音作品

### 音樂錄影帶
| 日期          | 歌手   | 歌曲         | 備註             |
| 2017年8月3日  | CLC    | FREE'SM      | 預告片           |
| 2017年9月4日  | 10cm   | Pet          | 與葉舒華共同出演 |
| 2018年1月10日 | 趙權   | 凌晨         | [ 10 ]           |
| 2018年4月11日 | 柳善皓 | Maybe spring | [ 11 ]           |

## 影視作品

### 電視劇與網路劇
| 年份   | 播放平台     | 劇名               | 角色     | 性質     |
| 2017年 | NAVER tvcast | 淘氣鬼偵探         | 表翰音   | 主演     |
| 2017年 | DIA TV       | 靠墊               | 柳善皓   |          |
| 2018年 | NAVER tvcast | 淘氣鬼偵探2        | 表翰音   | 主演     |
| 2018年 | tvN          | Big Forest         | 李忠萬   | 客串     |
| 2018年 | SBS          | 福秀回來了         | 柳時溫   | 配角     |
| 2020年 | KBS 1TV      | 烏龜頻道           | 郭尚斗   | 主演     |
| 2021年 | JTBC         | Undercover         | 韓勝久   | 配角     |
| 2021年 | Kakao TV     | 優秀巫師賈斗心     | 賢秀     | 配角     |
| 2021年 | NAVER TV     | 少女的世界2        | 周燦陽   |          |
| 2022年 | MBC          | 醫法刑事           | 韓以翰   | 少年时期 |
| 2022年 | tvN          | 王后傘下           | 啓晟大君 | 配角     |
| 2023年 | MBC          | 烈女朴氏契約結婚傳 | 姜泰民   | 主演     |
| 2025年 | MBC          | 勞務士盧武鎮       | 許允才   |          |

### 電影
| 年份   | 片名       | 角色 | 備註   |
| 2023年 | 高利贷少年 | 姜進 | 主演   |
| 待公布 | 教学实习   |      | [ 13 ] |

## 節目出演

### 綜藝固定節目
| 年份   | 日期               | 電視台   | 節目名稱              | 集數       | 成員                                                                 | 備註     |
| 2017年 | 04月7日－06月16日  | Mnet     | PRODUCE 101 第二季    | 11         |                                                                      | 第17名   |
| 2018年 | 06月11日－09月26日 | Naver TV | Photo People in Tokyo | 16部(96話) | 金在中(JYJ)、曹世鎬、南優鉉(INFINITE)、李泰煥(5urprise)、林煐岷(MXM) |          |
| 2019年 | 08月18日－10月6日  | LIFETIME | 偶像茶坊              |            | 李先鎬                                                               |          |
| 2019年 | 11月30日－12月1日  | Olive    | 台灣美食會            | 2          |                                                                      |          |
| 2019年 | 12月3日－          | LIFETIME | 偶像茶坊第2季         |            | 李先鎬                                                               |          |
| 2020年 | 01月5日－          | tvN      | 小貓咪是fake          |            | 禹奭（Pentagon)                                                      | 貓執事   |
| 2020年 | 01月10日－03月27日 | SBS      | Handsome Tigers       |            | 徐章煇、李相侖、車銀優、Joy（Red Velvet）                            | 背號30號 |
| 2020年 | 07月8日－          | LIFETIME | 偶像茶坊第3季         |            |                                                                      |          |
| 2022年 | 12月11日-          | KBS 2TV  | 兩天一夜              |            | 金鍾旼、延政勳、文世潤、DinDin、羅人友                               |          |

## 公演活動
- 柳善皓首次個人見面會

| 日期           | 站次           | 舉行地點                   |
| 2017年11月23日 | 首爾站         | 奧林匹克公園友利金融藝術廳 |
| 2018年4月14日  | 首爾站(安可場) | Olympic Park Hall          |

- 柳善皓首次亞洲巡迴粉絲見面會 《SEONHO's TIME》

| 日期           | 站次   | 舉行地點                               |
| 2017年12月23日 | 曼谷站 | 泰國Chaengwattana中央廣場              |
| 2018年1月6日   | 大阪站 | Zepp Osaka Bayside (兩場)              |
| 2018年1月28日  | 香港站 | 香港九龍灣國際展貿中心地面層Music Zone |
| 2018年2月11日  | 台北站 | 台北立方文創娛樂演藝空間               |
| 2018年2月23日  | 東京站 | 豊洲PIT（東京都江東区）(兩場)          |
| 2018年12月22日 | 曼谷站 | Thunder Dome, Muangthong Thani         |

### 其他大型公演活動
| 年份    | 日期                            | 活動名稱                           | 舉行地點         | 備註 |
| 2017年  | 7月1日、7月2日                  | 《Produce101》                     | 首爾奧林匹克公園 |      |
| 2018年  | 6月16日                         | 2018 UNITED CUBE -ONE- CONCERT     | KINTEX           |      |
| 2019年  |                                 |                                    |                  |      |
| 3月23日 | U & CUBE FESTIVAL 2019 IN JAPAN | 東京・武蔵野の森総合スポーツプラザ |                  |      |

## 獲獎及提名列表
| 年份   | 颁奖礼                         | 獎項           | 作品            | 結果 |
| ------ | ------------------------------ | -------------- | --------------- | ---- |
| 2017年 | 韓國品牌模特大賞               | 最優秀模特獎   | 柳善皓          | 獲獎 |
| 2018年 | 第10屆甜瓜音樂獎               | 新人獎         | 不適用          | 提名 |
| 2018年 | 第8屆Circle Chart Music Awards | 新人獎         | 不適用          | 提名 |
| 2019年 | 第5屆首爾網路節                | 最佳演員       | 《淘氣鬼偵探2》 | 提名 |
| 2023年 | 第8屆亞洲明星盛典              | 潛力獎         | 不適用          | 獲獎 |
| 2024年 | 第44届黄金摄影奖               | 最佳新人男演员 | 《高利贷少年》  | 獲獎 |

## 外部連結
- 柳善皓的X（前Twitter）
- 柳善皓的Instagram帳戶
- 柳善皓的Facebook專頁
- 柳善皓 （页面存档备份，存于） 的V Live 頻道 
- YouTube上的柳善皓頻道
- 柳善皓的新浪微博（简体中文）
- 柳善皓 （页面存档备份，存于）的Daum Cafe 